# La guerra del cerdo
La guerra del cerdo es una película argentina dramática-fantástica dirigida por Leopoldo Torre Nilsson sobre su propio guion escrito en colaboración con Beatriz Guido y Luis Pico Estrada. Está basada en la novela Diario de la guerra del cerdo de Adolfo Bioy Casares. Es protagonizada por José Slavin, Marta González, Edgardo Suárez, Víctor Laplace y Emilio Alfaro. Se estrenó el 7 de agosto de  1975. Durante la película se ven fragmentos del cortometraje El grito postrero (1960), de Dino Minitti.

## Sinopsis
En una realidad alternativa distópica, un hombre que está entrando en la vejez enfrenta a una sociedad en la que los jóvenes eliminan a los viejos.

## Reparto
- José Slavin ... Isidro Vidal
- Marta González ... Nélida
- Edgardo Suárez ... Antonio Bobliolo
- Víctor Laplace ... Isidorito Vidal
- Emilio Alfaro ... Farrell
- Osvaldo Terranova ... Leandro Rey
- Miguel Ligero ... Jimmy Neuman
- Luis Politti
- Zelmar Gueñol
- María José Demare
- Héctor Tealdi
- Adriana Parets
- Raquel María Álvarez
- Walter Soubrié
- Marta Cipriano
- Fernando Tacholas Iglesias
- Luis Cordara
- Cristina Aramburu
- Matilde Mur
- Augusto Larreta
- Juan Carlos Gianuzzi
- Alberto Salgado
- Inés Murray
- Marcelo Alfaro
- Julio César Acera
- Franco Balestrieri
- Oscar Ferreiro
- Cecilia Cenci

## Crítica

### Comentarios
Edmundo Eichelbaum opinó en El Cronista Comercial:

”No hay…defectos de filmación ni de armado del film. Los errores provienen todos de una adaptación cauteloso pero privada de sutilezas que eran indispensables.”

Agustín Mahieu escribió en La Opinión:

”Un film desigual, que conserva aspectos esenciales del texto, pero los reduce a sus hitos más concretos y anecdóticos…Se advierte…cierta falta de invención visual y estilística. Casi todo el relato traduce una corrección profesional, pero extrañamente despojada de audacia.”